# Mouvement patriotique égyptien
Le Mouvement patriotique égyptien (arabe : الحركة الوطنية المصرية) est un parti politique égyptien fondé par Ahmed Chafik et Mohamed Abu Hamed (en) le 2 décembre 2012.